# Равенска джамия
Равенската джамия (на македонска литературна норма: Равенска џамија) е мюсюлмански храм в горноположкото село Равен, обявен за значимо културно наследство на Република Македония.
Джамията е изградена в първата половина на XIX век, около 1830 година.
Има форма на правоъгълник и се състои от отворено високо приземие и махвил – галерия, на етаж. На северозапад е хаятът – преддверието, което служи за намаз и молитви, ако в храма няма място или молещите се са закъснели. От хаята се влиза в самата джамия. Над входа има дървена галерия – махвил за мюезина, а в по-ново време за разполагане на жените. Махвилът е стъпил на един централен и два странични дървени стълба, а от горната страна е с дъски. До него се стига по стълбите на минарето. На срещуположната страна е михрабът, а вдясно от него минбарът, който е изграден от дърво. Минарето има две шерефета – балкони, и кръгло стълбище отвътре, което води до шерефето на върха. Стълбите са високи 31 cm и широки 20 cm. Градежът е от масивни каменни зидове и паянтови конструкции отвътре. Покривът е от дървени греди и е покрит с керемиди. Фасадата е боядисана с бяла боя. Прозорците са с дървени рамки, разположени на четирите страни във формата на правоъгълник. Минарето има четириъгълна основа от бигор, която преминава в осмоъгълно тяло от бетон. Под шерефето има сталактитна украса. Над второто шерефе минарето завършва с конусен оловен покрив.
Във вътрешността подът е от дъски, таванът е равен, дървен, измазан с хоросан. Михработ е в рамка от тъмнозелена боя със странично поставени осмоъгълници с цитати от Корана и датира от времето на изграждане на джамията. В минарето има стилизирани геометрични орнаменти, изрисувани с жълто, кафяво, синьо и зелено.